# Тёсово (Смоленская область)
Тёсово — село в Новодугинском районе Смоленской области России. Административный центр Тёсовского сельского поселения. Население — 646 жителей (2007 год).

## География
Расположено в северо-восточной части области в 12 км к юго-востоку от Новодугино, на берегах реки Касни.

## История
В 1684 году царь Иоанн Алексеевич после женитьбы на Прасковье Салтыковой в качестве свадебного подарка преподнёс своему тестю стольнику и воеводе Фёдору Салтыкову обширные земли к западу от Москвы. Практически вся территория нынешних Новодугинского района и большей части Дорогобужского района принадлежали этой семье. Вместе с землей были пожалованы и сёла с крестьянами. В их числе — Тёсово.
В 1758 году тайным советником Петром Ивановичем Салтыковым в Тесово был построен каменный храм во имя Всемилостивого Спаса. Дочь Салтыкова, Анна (1736—1758) была выдана замуж за князя Юрия Никитича Трубецкого, но через год скончалась; владельцем имения стал Трубецкой.
В начале 1780-х гг. владельцем усадьбы Тесово и прилежащими 30 деревнями был князь Борис Петрович Козловский — отец Петра Борисовича Козловского и дед композитора А. С. Даргомыжского. В это время здесь числилось 1338 душ крепостных крестьян мужского пола.
В начале XIX века (во время Отечественной войны 1812 года) село Тёсово с окрестными деревнями (1796 душ) принадлежало Анне Логиновой, жене подполковника Ивана Логинова. В 1837 году владельцем был указан полковник Иван Иванович Логинов. В середине XIX века (1851 и 1859 гг.) усадьба принадлежала помещице девице Софье Ивановне Логиновой — «в усадьбе душ мужского пола 515, всего десятин земли 2971». Её сестра, Прасковья Ивановна, была замужем за Николаем Яковлевичем Скарятиным, который скончался здесь весной 1894 года.
Во второй половине 1860-х гг. в документах появилось имя С. С. Иванова, который стал проводить здесь испытания по выращиванию различных кормовых культур. В конце 1870-х годов в Тесово был открыт медицинский пункт, в котором помощь получали жители нескольких волостей. В 1882 году С. С. Иванов, к тому времени уже тайный советник, для устройства в селе больницы предложил свой двухэтажный каменный дом. Последней владелицей усадьбы была дочь Иванова, Мария, которая была замужем за медиком Александром Викторовичем Тимофеевым. Тимофеевы землю сдавали в аренду; живя в Петербурге, летом обязательно приезжали в Тесово, где Александр Викторович Тимофеев занимался пчеловодством, а в начале XX столетия на свои средства открыл психиатрическую лечебницу. Из письма Марии Сергеевны в начале 1918 года Мария Сергеевна Тимофеева писала в одном из писем: «В Тесове отобрали усадьбу и все, все в ней находящееся. Александр Викторович и Таня больны».

## Население
646 жителей (2007 год).

## Известные уроженцы, жители
- Тёсовскую девятилетнюю школу в 1932 году с отличием закончил Кюнг, Николай Фёдорович (1917—2008) — старший лейтенант Рабоче-крестьянской Красной Армии, один из организаторов успешного восстания в концентрационном лагере Бухенвальде.

## Инфраструктура
Личное подсобное хозяйство с зоной сельскохозяйственного использования, индивидуальная застройка усадебного типа.
Основа экономики — сельское хозяйство.
Тесовская основная школа им. В. В. Докучаева

## Транспорт
Остановка общественного транспорта «Тёсово».

## Фотографии

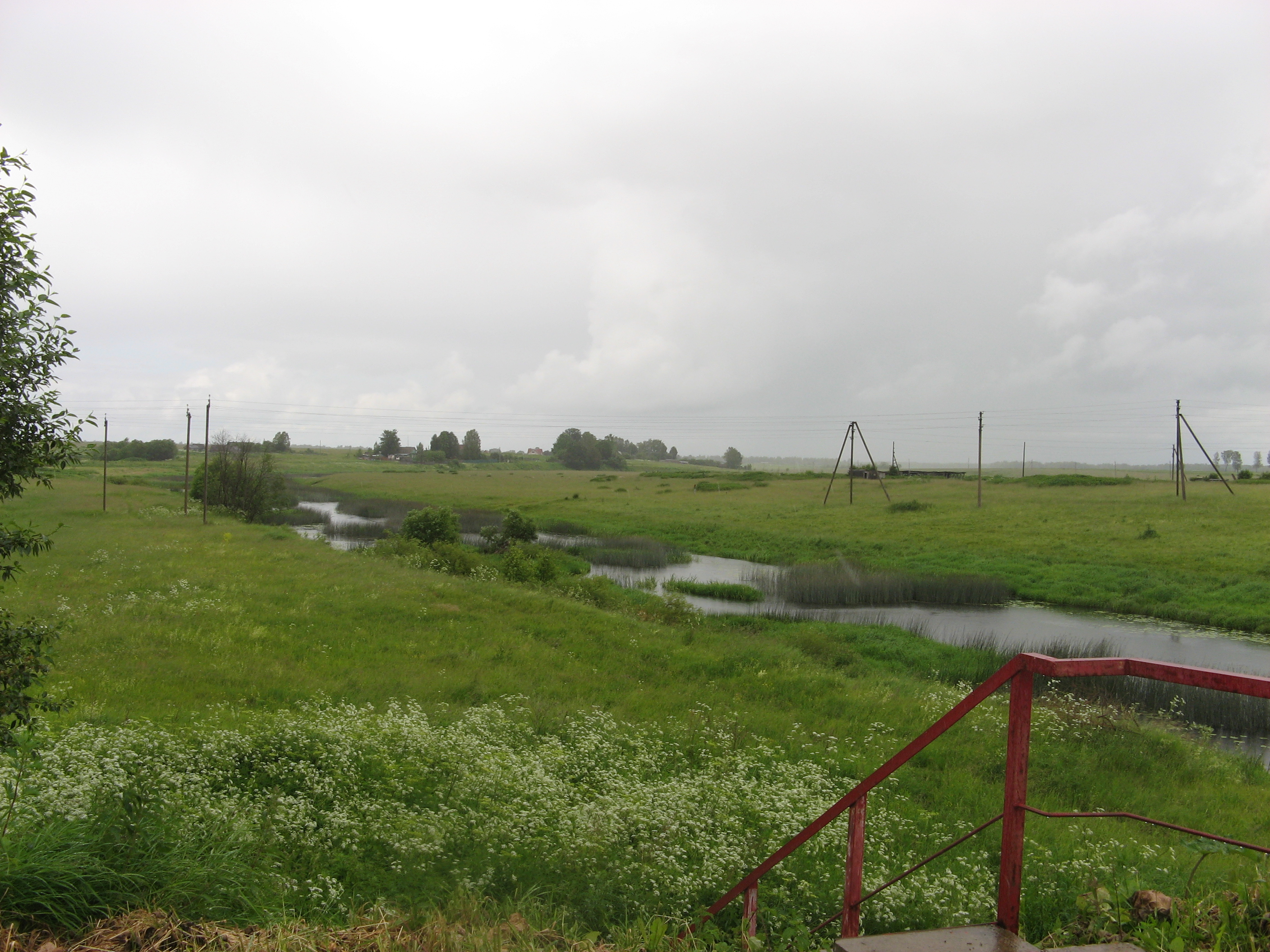
Река Касня в селе
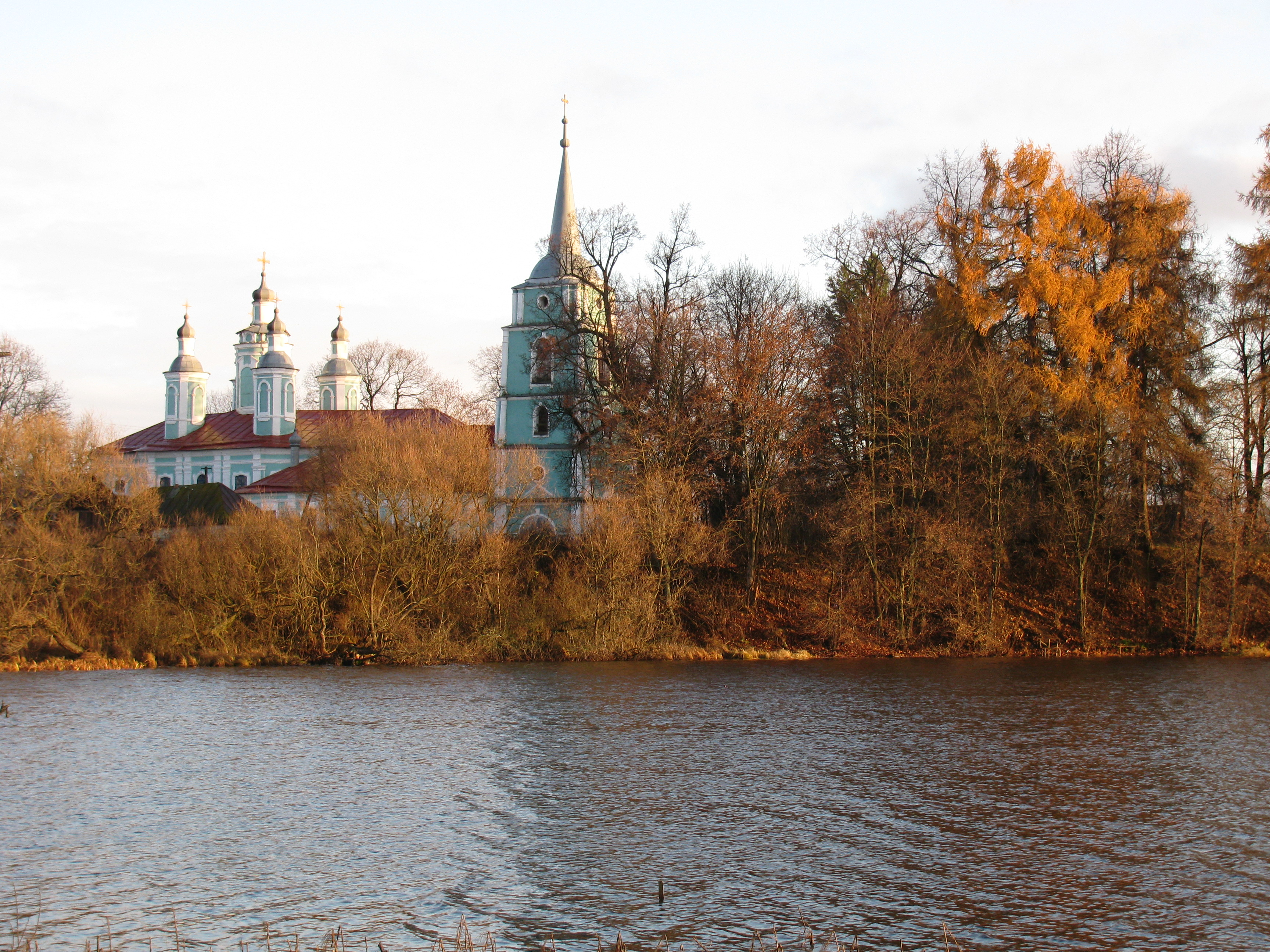
Спасская церковь
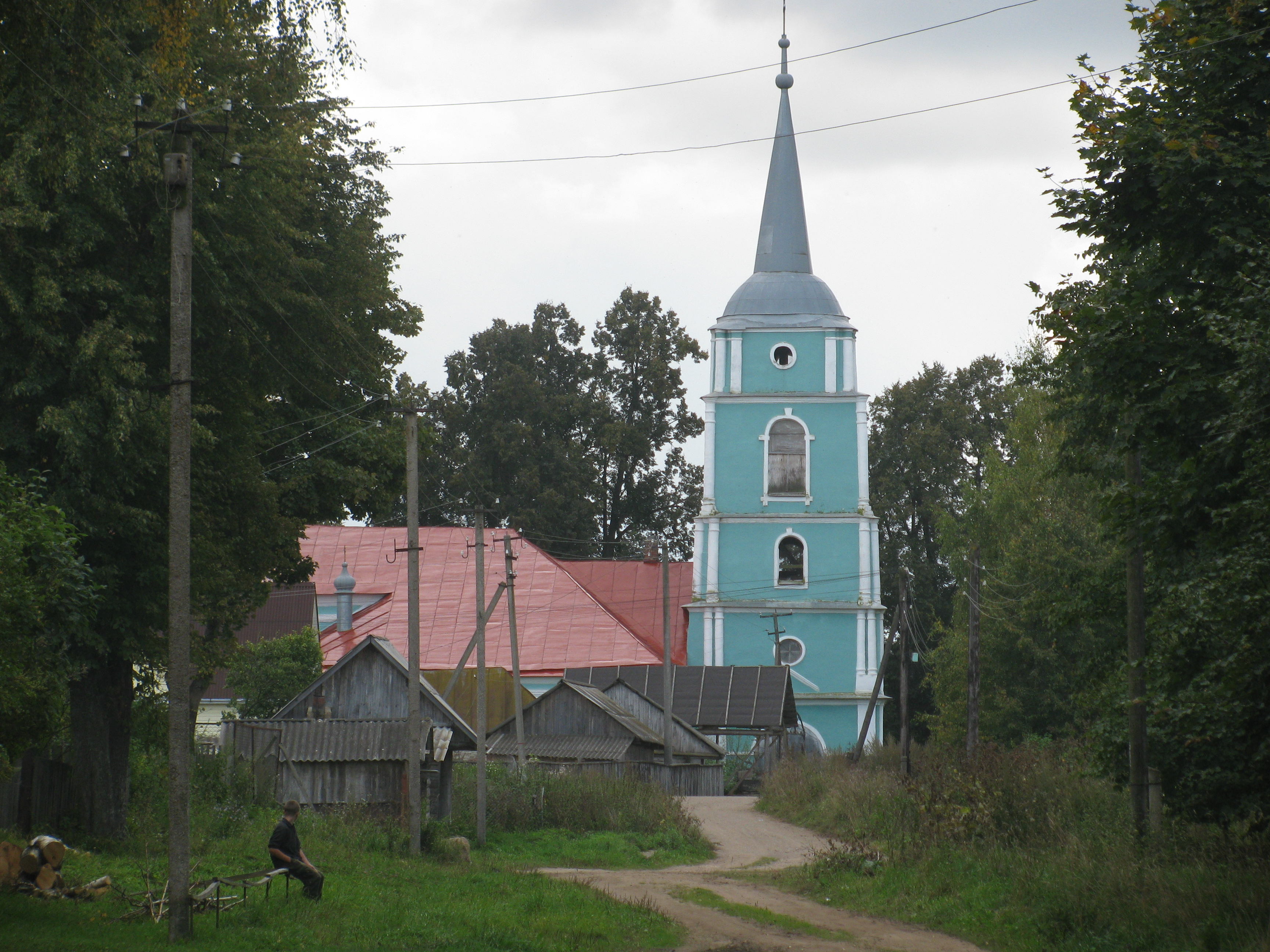

## Достопримечательности
- Памятник архитектуры: Церковь Спасская (Церковь Спаса Всемилостивого в Тёсово), 1777 г.